# خوان کروز ارگولو
خوان کروز ارگولو (انگلیسی: Juan Cruz Argüello؛ زادهٔ ۱۹ آوریل ۲۰۰۰) بازیکن فوتبال است.